# Michaela May
Michaela May, pseudonimo di Gertraud Elisabeth Berta Franziska Mittermayr, accreditata talvolta anche come Gertraud(e) Mittermayr o Gertraud Schiffer (Monaco di Baviera, 18 marzo 1952), è un'attrice tedesca attiva principalmente in campo televisivo e teatrale.
Attrice attiva sin da bambina, tra i suoi ruoli più noti, figura, tra l'altro, quello del commissario Jo Obermaier nella serie televisiva Polizeiruf 110. È la moglie del regista Bernd Schadewald e la madre dell'attrice Lilian Schiffer.

## Biografia
Gertraud Elisabeth Berta Franziska Mittermayr, in seguito nota con lo pseudonimo Michaela May, nasce a Monaco di Baviera il 18 marzo 1952.
Dopo aver recitato a 12 anni in alcuni episodi della serie televisiva Kommissar Freytag interpretando l ruolo di Franziska Freytag, la figlia del commissario (interpretato da Konrad Georg), l'anno seguente fa il proprio debutto sul grande schermo (con il suo nome vero Gertraud Mittermayr) nel film, diretto da Géza von Radványi La capanna dello zio Tom, dove interpreta il ruolo di Eva. Nello stesso anno, è tra i protagonisti (con il nome di Gertraud Mittermayr) nel ruolo di Klara Seseman nel film diretto da Werner Jacobs Heidi.
Tra il 1968 e il 1969, è, tra l'altro, al fianco di Sieghardt Rupp, Angelika Ott, Edwige Fenech, nel cast principale della commedia erotica diretta da Josef Zachar e tratta dalla raccolta di racconti di Honoré de Balzac Les Cent Contes drolatiques, Alle dame del castello piace molto fare quello, dove interpreta il ruolo della contessa Annette e nel cast del film del ciclo "Jerry Cotton" Il quartiere dei più violenti, dove interpreta il ruolo di Alice Davis.
Tra il 1976 e il 1979, è guest-star in alcuni episodi della serie L'ispettore Derrick, dove interpreta, tra l'altro, il ruolo della vittima, Gerda Henk, nell'episodio diretto da Theodor Grädler Attentato a Bruno.
Nel 1980, si sposa con Jack Schiffer, dal quale avrà due figlie, Alexandra e Lilian, e dal quale divorzierà nel 2004.
Nel 2001, entra nel cast della serie televisiva Polizeiruf 110, dove fino al 2009 interpreta il ruolo del commissario Jo Obermaier. Nel frattempo, nel 2007, è, al fianco di Jennifer Ulrich e Philipp Hochmair, nel cast principale del film TV diretto da Jeanette Wagner Un'estate tra le montagne bavaresi, dove interpreta il ruolo di Irene Leitner.
Nel 2006, a due anni di distanza dal divorzio con Jack Schiffer, sposa in seconde nozze il regista Bernd Schadewald.
Nel 2011, è insignita della croce dell'ordine al merito bavarese.
L'anno seguente, è protagonista, nel ruolo di Eleonora, del film TV diretto da Edzard Onneken Un'estate a Capri ed è, al fianco di Luise Bähr e Patrick Fichte, nel cast principale del film TV, tratto da un romanzo di Katie Fforde L'angelo del faro.
Nel 2015 torna sul grande schermo, interpretando il ruolo di Anne nel film diretto da Lars Kraume Familienfest. Il ruolo le vale una nomination al Deutscher Schauspielerpreis come miglior attrice non protagonista nel 2017.

## Filmografia parziale

### Cinema
- La capanna dello zio Tom (Onkel Toms Hütte), regia di Géza von Radványi (1965)
- Heidi (Heidi), regia di Werner Jacobs (1965)
- Il quartiere dei più violenti (Todesschüsse am Broadway), regia di Harald Reinl (1969)
- Alle dame del castello piace molto fare quello (Komm, liebe Maid und mache), regia di Josef Zachar (1969)
- Familienfest, regia di Lars Kraume (2015)
- Schmucklos, regia di Thomas Schwendemann (2019)

### Televisione
- Kommissar Freytag - serie TV, episodi 2x05-2x11 (1964)
- Hei-Wi-Tip-Top - serie TV, 8 episodi (1971-1973)
- Kinderheim Sasener Chaussee - serie TV, 6 episodi (1973)
- Münchner Geschichten - serie TV, 8 episodi (1974-1975)
- L'ispettore Derrick - serie TV, episodi 3x09-3x12- 6x02 (1976-1979)
- SOKO 5113 - serie TV, 21 episodi (1978-1987)
- Schafkopfrennen - miniserie TV (1986)
- Irgendwie und sowieso - serie TV, 7 episodi (1986)
- Unsere Schule ist die Beste - serie TV, 16 episodi (1994-1995)
- Fantaghirò 5 - miniserie TV (1996)
- Polizeiruf 110 - serie TV, 17 episodi (2001-2009)
- Un'estate tra le montagne bavaresi (Ein Sommer im Allgäu), regia di Jeanette Wagner - film TV (2007)
- Un'estate a Capri (Tessa Hennig - Elli gibt den Löffel ab), regia di Edzard Onneken - film TV (2012)
- Katie Fforde - L'angelo del faro (Leuchtturm mit Aussicht), regia di John Delbridge - film TV (2012)
- Katie Fforde - La mia pazza pazza famiglia (Meine verrückte Familie), regia di Helmut Metzger - film TV (2017)
- Katie Fforde - Das Kind der anderen, regia di Helmut Metzger - film TV (2019)
- Die Lehmanns und ihre Töchter, regia di Maria von Heland - film TV (2019)
- Reiterhof Wildenstein - serie TV, 4 episodi (2020-2021)
- Die Rosenheim-Cops - serie TV, episodio 21x? (2021)
- Crociere di nozze (Kreuzfahrt ins Glück) - serie TV, episodio 16x02 (2022)

## Teatro (lista parziale)
- Eine Handvoll Brennesseln (1976)
- Ein besserer Herr (1982)
- Rose und ihr hilfreicher Geist (2016)

## Premi e nomination (lista parziale)
- 2009: Premio Bobby
- 2017: Nomination al Deutscher Schauspielerpreis come miglior attrice non protagonista per Familienfest
- 2018: Bayerischer Poetentaler
- 2019: Premio Bambi
- 2021: Bayerischer Fernsehpreis

## Onorificenze
- Ordine al merito bavarese